# Pleased to Meet Me
Pleased to Meet Me é o sexto álbum de estúdio da banda The Replacements, lançado em 1987 pela Sire Records. O álbum até certo ponto, mantém o estilo do álbum anterior, Tim.
Enquanto as raízes punks do grupo ainda estavam aparentes em Tim, Por Pleased to Meet Me mostrou uma banda pronto para mergulhar em outros gêneros, como um forte influência jazzística, ao lado de faixas com seu som "duro" habitual. Talvez devido a gravação do álbum em um centro de soul music: Memphis, Tennessee; ou a influência do produtor Jim Dickinson. A banda encorpou seu som com um saxofoneS nas faixas "I Don't Know", "Nightclub Jitters", e um conjunto de trompas em "Can't Hardly Wait" (que apresenta o vocalista do Big Star, Alex Chilton, na guitarra) .

## Faixas
Todas as músicas escritas por Paul Westerberg, exceto as indicadas.
Lado A
1. "I.O.U." – 2:57
2. "Alex Chilton" (Westerberg, T. Stinson, C. Mars) – 3:12
3. "I Don't Know" (Westerberg, T. Stinson, Mars) – 3:19
4. "Nightclub Jitters" – 2:44
5. "The Ledge" – 4:04

Lado B
1. "Never Mind" – 2:47
2. "Valentine" (Westerberg, T. Stinson, Mars) – 3:31
3. "Shooting Dirty Pool" (Westerberg, T. Stinson, Mars) – 2:20
4. "Red Red Wine" – 2:59
5. "Skyway" – 2:04
6. "Can't Hardly Wait" – 3:02

Faixas bônus da reedição em CD de 2008
1. "Birthday Gal" (Demo) - 4:39
2. "Valentine" (Demo Version) (Westerberg, T. Stinson, Mars) – 4:09
3. "Bundle Up" (Demo) (Westerberg, T. Stinson, Mars) - 2:59
4. "Photo" (Demo) - 3:46
5. "Election Day" - 2:56
6. "Alex Chilton" (Alternate Version) (Westerberg, T. Stinson, C. Mars) – 3:37
7. "Kick It In" (Demo) - 3:33
8. "Route 66" (Bobby Troup) - 2:57
9. "Tossin' n' Turnin'" (R. Adams/M. Rene) - 2:20
10. "Can't Hardly Wait" (Alternate Version) – 3:00
11. "Cool Water" (Bob Nolan) - 3:04

- Faixas 12-15 e 18 são demos de estúdio.
- Faixas 16, 19, e 20 originalmente lançadas como B-sides na compilação "The Ledge".
- Faixas 17 e 21 são (alt. takes) gravações alternativas.
- Faixas 22 foi originalmente lançada como um B-side de "Alex Chilton".

## Créditos
Músicos
- Paul Westerberg - vocal e backing vocal, guitarra elétrica e guitarra acústica, harmônica, piano, baixo de seis cordas (em "Skyway" e "Can't Hardly Wait")
- Tommy Stinson - baixo, backing vocal, baixo (em "Nightclub Jitters"), guitarra acústica (em "Can't Hardly Wait")
- Chris Mars - bateria, cowbell, backing vocal
- Teenage Steve Douglas - saxofone barítono, flauta (em "The Ledge")
- Jim Dickinson (creditado como East Memphis Slim) - órgão, teclado, backing vocal, vibra-fone (em "Skyway")
- James "Vito" Lancaster - backing vocal
- Prince Gabe - saxofone (em "Nightclub Jitters")
- Alex Chilton - guitarra (em "Can't Hardly Wait")
- Luther Dickinson - guitarra (em "Shooting Dirty Pool")
- Max Huls - cordas (em "Can't Hardly Wait")
- The Memphis Horns (em "Can't Hardly Wait")
- Andrew Love - saxofone tenor
- Ben Jr. - Trompete

Produção e Arte
- John Hampton - engenharia de som, mixagem
- Joe Hardy - engenharia de som, mixagem
- Ted Jensen - masterização
- James Lancaster - assistante de produção, fotografias do encarte
- Daniel Corrigan - capa e fotografias do encarte
- Glenn Parsons - design e arte